# Antonio Dumandré
Antonio Dumandre (c. 1700-1761) fue un escultor y arquitecto francés, con actividad en España.

## Biografía
Era natural de Tincry, una villa de la región francesa de Lorena, y formaba parte de una familia distinguida. Su nacimiento se ha datado en 1700. Entró al servicio de Luis XIV en clase de cadete y en compañía de su hermano Huberto, en el regimiento de Picardía. Pasaron después ambos a París a estudiar matemáticas, y la escultura con Coustou, primer escultor de Luis XIV, y ganaron varios premios en la Academia Real. Siendo todavía jóvenes los llamó Felipe V a España para que trabajasen en las obras de los jardines del Real Sitio de San Ildefonso, bajo la dirección de Frémin y Thierry. Volvieron a Francia, hasta que muerto Bousseau, que los había reemplazado en España, Humberto fue nombrado director de aquellas obras, y Antonio marchó a Madrid de primer escultor del alcázar real que se estaba construyendo entonces. También se le hizo director de la junta preparativa para el establecimiento de una Academia de Nobles Artes, y erigida la de San Fernando en 1752, se le conservaron en ella los honores de director. Falleció en Morteau, el 11 de mayo de 1761.
En palabras de Francisco de Paula Mellado, las figuras hechas por él tenían actitudes violentas y afectadas, conforme a la costumbre francesa de aquella época. Entre las diferentes obras debidas a su cincel, merecieron elogio las estatuas de Apolo y Dafne en el parterre de la Fama, una ninfa en la plazuela de las Ranas, la poesía lírica en la de la fuente de Andrómeda, y el caballo y un moro despeñado en la fuente de la Fama, por modelos de Fremin; todas ellas en los jardines del sitio de San Ildefonso. En Madrid fue autor del Gedeón de la fachada norte del Palacio Real, además de otras obras en el convento y jardín de las Salesas Reales. En Aranjuez se le debe la fuente y estatua del Tajo en el parterre. Habría sido padre del escultor Joaquín Dumandre, residente en Madrid, del que también hay obras en los jardines del Parterre y del Príncipe de Aranjuez.